# 加藤喜右衛門
加藤 喜右衛門（かとう きえもん、1857年（安政4年11月） – 1923年（大正12年）1月20日）は、尾張国海部郡津島村（現・愛知県津島市）出身の政治家。衆議院議員（1892年-1894年）。

## 経歴
安政4年（1857年）、尾張国海部郡津島村（現・愛知県津島市）に生まれた。父親は喜右衛門、母親は美津。幼名は邦之助であり、成人後に父親の名を継いで加藤喜右衛門と呼ばれるようになった。幼少時から国語や漢学に優れ、東京に出て法学・経済・財政などを学んだ。1879年（明治12年）には津島村会議員に立候補して初当選した。1882年（明治15年）に愛知県知事から津島村衛生委員を任された後、1883年（明治16年）に海東西郡連合会（後の海東郡会）議員となり、1884年（明治17年）に愛知県会議員となった。1891年（明治24年）に濃尾地震が起こった際には県会議員として復興に尽力している。
1892年（明治25年）第2回衆議院議員総選挙（愛知県第6区）で落選したが、同年9月1日に愛知県第6区の当選者である加藤政一（独立倶楽部）が辞職したことで、喜右衛門が補欠当選で同年9月25日に衆議院議員となった。1894年（明治27年）3月の第3回衆議院議員総選挙（愛知県第6区、自由党）で再選され、衆議院議員に連続2期在任した。帝国議会議員時代には治水事業の推進、菓子税の廃止などを手掛けている。
加藤は政界だけでなく実業界や教育界にも明るかった。1895年（明治28年）には名古屋蚕糸綿布取引所の理事長や尾西鉄道株式会社の常務取締役に就任したほか、1901年（明治34年）7月には愛知県知事によって海東郡立図書館（現・津島市立図書館）の初代館長に就任している。その他には愛知県農会副会長として各種品評会や博覧会などで審査委員を務めている。1902年（明治35年）には多数の政治家が関与した収賄事件に巻き込まれた。1923年（大正12年）1月20日に病気のために死去。享年67。

## 家族
- 長男・加藤栄一郎 (1883年生) - 大蔵書記官。東京帝国大学法科大学政治学科卒。岳父に三好退蔵。[4]
- 二男・加藤義夫 (1892年生) - 愛知銀行堀川支店長。東京帝国大学法科大学独法科卒。[5]